# Lessertia globosa
Lessertia globosa är en ärtväxtart som beskrevs av Harriet Margaret Louisa Bolus. Lessertia globosa ingår i släktet Lessertia och familjen ärtväxter. Inga underarter finns listade i Catalogue of Life.